# أودوفيت أودور
أودوفيت أودور (بالمجرية: Ódor Lajos) (من مواليد 2 يوليو 1976) هو خبير اقتصادي وسياسي سلوفاكي شغل منصب رئيس وزراء سلوفاكيا منذ 15 مايو 2023 على رأس مجلس وزراء تكنوقراطي من المتوقع أن يظل في منصبه حتى 30 سبتمبر. قبل ذلك شغل منصب نائب محافظ البنك الوطني السلوفاكي اعتبارًا من عام 2018.